# La Patrie en danger

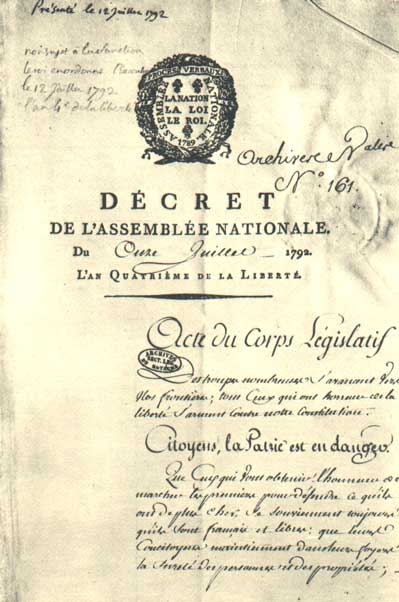
Titulní list dekretu

La Patrie en danger (tj. Vlast v nebezpečí) je ve francouzských dějinách název dekretu, který vydal Zákonodárné shromáždění dne dne 11. července 1792 v reakci na vstup Pruska na stranu Rakouska proti Francii. Název je odvozen od provolání v textu: Citoyens, la Patrie est en danger (Občané, vlast je v nebezpečí).
V souladu s hromadnými odvody vyhlášeným v následujícím roce je tento výraz součástí myšlenky „lidové války“, která se rozvinula během Francouzské revoluce, kde ideologie měla nejen mobilizoval novou sílu do pravidelné armády, ale také inspirovat obyčejné občany k boji za sebe.
Narukovalo přibližně 200 000 vojáků. Toto nadšení, ačkoli silné, však nebylo jednotné.